# هگلی
هگلی (به انگلیسی: Hagley) یک روستا و محله مدنی در بریتانیا است که در Bromsgrove واقع شده‌است. هگلی ۴٬۲۸۳ نفر جمعیت دارد.